# Kevin Butler
Pour les articles homonymes, voir Butler.
 (octobre 2019).
Si vous disposez d'ouvrages ou d'articles de référence ou si vous connaissez des sites web de qualité traitant du thème abordé ici, merci de compléter l'article en donnant les références utiles à sa vérifiabilité et en les liant à la section « Notes et références ».
Kevin Butler est un personnage inventé par l'agence Deutsch LA pour le compte de Sony Computer Entertainment apparaissant dans les publicités pour la PlayStation 3 en Amérique du Nord. Il représente le VP (Vice President) d'un grand nombre de produits Sony, vantant les produits, répondant aux consommateurs et  dans la promouvant les produits. Ses spots publicitaires sont humoristiques et sont la figure de proue de la campagne de publicité aux États-Unis : It Only Does Everything (« Cela fait seulement tout ») (The Game Is Just The Start (« Le jeu n'est que le début ») en Europe), qui remplace PLAY B3YOND (« JOUEZ AU-D3LÀ »).
Ce personnage est interprété par l'acteur Jerry Lambert (en), un personnage au type nordique de forte corpulence et d'une quarantaine d'années.
Il est intervenu lors de la conférence Sony de l'E3 2010 où il a présenté son acolyte, Marcus Rivers qui s'occupera de la PlayStation Portable.